# 彼女がお兄ちゃんになったらしたい10のこと
『彼女がお兄ちゃんになったらしたい10のこと』（かのじょがおにいちゃんになったらしたいじゅうのこと）は、アカコッコによる日本の4コマ漫画。『まんがタイムきららMAX』（芳文社）にて、2017年5月号、6月号でゲスト掲載のち、同年8月号から2019年7月号にかけて連載された。

## あらすじ
高校入学を機に七瀬が入居したシェアハウスには「住人にそれぞれ家族の役割が割り振られる」という特殊なルールがあった。女子高生なのに兄役になってしまった七瀬の高校生活はどうなってしまうのか。

## 登場人物
佐久間 七瀬（さくま ななせ）
15歳。兄役。
木戸井 かりん（きとい かりん）
13歳。妹役。
丹羽 つぐみ（にわ つぐみ）
10歳。母役。
涼原 マキ（すずはら マキ）
20歳。父役。

## 書誌情報
- アカコッコ『彼女がお兄ちゃんになったらしたい10のこと』芳文社〈まんがタイムKRコミックス〉、全2巻
  1. 2018年5月26日発売 ISBN 978-4-8322-4950-9
  2. 2019年6月27日発売 ISBN 978-4-8322-7103-6